# Васильева, Мария Васильевна (педагог)
Мария Васильевна Васильева — русский советский педагог.

## Биография
Родилась в 1898 году в селе Албаево Мамадышского уезда.
В 1914—1958 гг. — учитель Больше-Акинской смешанной русско-татарской школы Красноуфимского уезда Пермской губернии, учитель в школах Спасского и Мамадышского уездов Казанской губернии, руководитель детских домов, заведующая школой и учитель в Татарской и Удмуртской АССР, агитработник в колхозах, учитель начальных классов Долговской средней и Косулинской семилетней школ, завуч Косулинской семилетней школы Курганской области.
Избиралась депутатом Верховного Совета РСФСР 3-го и 4-го созывов.
Умерла в 1959 году.